# Long'an, Anyang
Long'an är ett stadsdistrikt i Anyang i Henan-provinsen i norra Kina.